# كريس كيتينج
كريس كيتينج (بالإنجليزية: Chris Kettings)‏ (25 أكتوبر 1992 بغلاسكو في المملكة المتحدة - ) هو لاعب كرة قدم بريطاني في مركز حراسة المرمى. شارك مع منتخب اسكتلندا تحت 19 سنة لكرة القدم ومنتخب اسكتلندا تحت 21 سنة لكرة القدم. أما مع النوادي، فقد لعب مع برمنغهام سيتي وستيفيناغ بوروه وكريستال بالاس ومانشستر سيتي ونادي بلاكبول ونادي هايد إف سي ونادي يورك سيتي ونادي بروملي ونادي موركامب وStockport Sports F.C. ‏.

## وصلات خارجية
- كريس كيتينج على موقع قاعدة بيانات كرة القدم.إي يو (الإنجليزية)
- كريس كيتينج على موقع Soccerbase.com (لاعب) (الإنجليزية)
- كريس كيتينج على موقع Soccerway.com (الإنجليزية)
- كريس كيتينج على موقع AS.com (الإسبانية)